# Iunațite, Pazardjik
Iunațite (în bulgară Юнаците) este un sat în comuna Pazardjik, regiunea Pazardjik,  Bulgaria. 

## Demografie
Componența etnică a satului Iunațite
     Turci (1,05%)
     Bulgari (66,42%)
     Romi (27,72%)
     Nicio identificare (4,79%)
La recensământul din 2011, populația satului Iunațite era de 1.522 locuitori. Din punct de vedere etnic, majoritatea locuitorilor (66,42%) erau bulgari, existând și minorități de romi (27,72%) și turci (1,05%). Pentru 4,79% din locuitori nu este cunoscută apartenența etnică.